# CONAIE
Die CONAIE (Confederación de Nacionalidades Indígenas del Ecuador; deutsch: Bündnis der indigenen Nationalitäten Ecuadors; Kichwa: Ecuador Runakunapak Jatun Tantanakuy) ist eine Dachorganisation, die einen Großteil der indigenen Völker Ecuadors („Indianer“) auf nationaler Ebene vertritt. Sie ist damit die wichtigste Institution in der Bewegung der Indigenen in Ecuador.
Sie vertritt die Nationalitäten bezüglich ihrer legitimen historischen Forderungen und Ansprüche auf politischer, wirtschaftlicher und soziokultureller Ebene. Vertreter von CONAIE sind über die Partei Pachakutik auch im ecuadorianischen Parlament.

## Vorsitzende
Seit 16. September 2017 ist Jaime Vargas Vargas Vorsitzender.
| gewählt       | Vorsitzender                    | Bemerkungen | Präsident von Ecuador | Posten verlassen |
| ------------- | ------------------------------- | --- | --------------------- | ---------------- |
| 16. Nov. 1986 | Miguel Tankamash Mama           | | Rodrigo Borja         | 1986             |
| 1989          | César Cristóbal Tapuy Papa      | | Rodrigo Borja         | 1992             |
| 1992          | Luis Macas                      | | Sixto Durán Ballén    | 1996             |
| 1997          | Carlos Antonio Vargas Guatatuca | Seine Beteiligung an der Regierung Lucio Gutiérrez als Sozialminister wurde von CONIAE als Verrat betrachtet und er wurde aus der CONIAE ausgeschlossen. | Fabián Alarcón        | 2001             |
| 2001          | José María Cabascango           | | Gustavo Noboa         |                  |
| 2001          | Leónidas Iza                    | | Gustavo Noboa         | 2002             |
| 2004          | Luis Macas                      | | Lucio Gutiérrez       | 1. Dez. 2008     |
| 1. Dez. 2008  | Marlon Santi                    | 1974 | Rafael Correa         | 2011             |
| 4. März 2011  | Humberto Cholango               | | Rafael Correa         |                  |
| 17. Mai 2014  | Jorge Herrera Morocho           | Die Regierung von Rafael Correa versuchte, CONAIE von seinem traditionellen Standort in Quito zu verdrängen. CONAIE erklärte im Dezember 2014, wie von ihrem Präsidenten Jorge Herrera zum Ausdruck gebracht, die CONAIE-Zentralbüros zum Herencia y continuidad histórica que construimos los pueblos originarios (Erbe der indigenen Völker und Nationen). Mit Initiativen im rechtlichen Rahmen des Erbes der indigenen Völker und Nationen ging CONAIE gegen Ausbeutungsprojekte, die tiefgreifende Auswirkungen hatten und Lebensgrundlagen zerstörten, vor. | Rafael Correa         |                  |
| 16. Sep. 2017 | Jaime Vargas Vargas             | | Lenín Moreno          |                  |

## Geschichte
CONAIE wurde am 16. November 1986 gegründet von Vertretern von Basisgemeinden sowie indigenen Organisationen auf regionaler Ebene. Hauptziel war die Vereinigung der bisher einzeln kämpfenden Organisationen in einem Verband sowie die Bündelung von deren historischen Forderungen gegenüber dem ecuadorianischen Staat.
In der Nacht vom 2. zum 3. April 2011 wurde Humberto Cholango auf einer Delegiertenversammlung in Puyo (Provinz Pastaza) zum Vorsitzenden des gesamtecuadorianischen Indigenenverbandes CONAIE gewählt, wobei er von 1050 Delegierten 472 Stimmen bekam und so vor Auki Tituaña aus Cotacachi (353 Stimmen) und dem Shuar Pepe Acacho (205 Stimmen) lag.

## Ziele
Die Ziele von CONAIE im Einzelnen sind:
1. der indigenen Bewegung eine politische Richtung zu geben, um wirtschaftliche, soziokulturelle und politische Gleichheit zu erlangen.
2. den Organisationsprozess der indigenen Nationalitäten und Organisationen zu fördern bzw. konsolidieren.
3. das Land der indigenen Nationalitäten wiederzuerlangen und zu verteidigen sowie für das Recht auf Selbstbestimmung der Völker zu kämpfen.
4. die Integrität der indigenen Nationalitäten zu verteidigen und über ihre Einheit zu wachen.
5. die indigenen Nationalitäten gegenüber dem Staat und seinen Regierungen sowie nationalen und internationalen Entwicklungsorganisationen zu vertreten
6. durch Wiedererlangung der Geschichte, Kultur und der Traditionen Mechanismen der Verständigung zwischen den indigenen Nationalitäten und Organisationen Ecuadors zu schaffen
7. die Kulturen der indigenen Nationalitäten zu verteidigen, retten und entwickeln.
8. die internationalen Beziehungen durch eine Politik der Unterstützung, Zusammenarbeit, Achtung und Solidarität unter den Völkern zu fördern.

## Vertretene indigene Nationalitäten
CONAIE vertritt folgende indigenen Nationalitäten, welche nach ihren Angaben zusammen etwa 45 % der ca. 11 Millionen Einwohner Ecuadors ausmachen:
- Awá
- Chachi
- Cofán
- Epera
- Huao
- Manta-Huancavilca
- Siona-Secoya
- Shuar-Achuar
- Tsáchila
- Kichwa

## Vertretene Verbände
CONAIE besteht als Dachverband aus drei regionalen Organisationen, die selbst Dachverbände lokaler Organisationen sind:
- CONFENIAE (Confederación de Nacionalidades Indígenas de la Amazonía Ecuatoriana) vertritt indianische Organisationen Amazoniens: FOISE, OINCE, OISSE, FCUNAE, FOIN, OPIP, ONHAE, FICSHA und FIPSE.
- ECUARUNARI (Ecuador Runakunapak Rikcharimuy) vertritt in erster Linie Organisationen der Kichwa im Hochland: FICI, PIRR, MIC, MIT, FECAB, FRYH, MICH, FOICH, UPCCC, UNASAY, CIOIS, UOCE und AMAB QUIJAT.
- CONAICE (Coordinadora de Nacionalidades Indígenas de la Costa Ecuatoriana) vertritt indianische Organisationen der Küste: FECCHE, EPERA, FCG, GTS und FCA.

## Organe
Die Organe von CONAIE sind:
1. der Kongress (Congreso), der sich alle drei Jahre trifft, dabei Aktionen plant, Resolutionen beschließt und die Verbandsleitung wählt.
2. die Versammlung (Asamblea), die alle sechs Monate zu Beurteilung der Arbeit der Verbandsleitung zusammenkommt.
3. Konsultativrat (Consejo Consultivo).
4. Direktivrat (Consejo Directivo).

## Mitwirkung in der Entwicklungszusammenarbeit
Im Kampf gegen die Kontaminierung der indigenen Territorien durch die Erdölförderung wurde die indigene Bewegung z. B. durch Medicus Mundi und das Institute of Hygiene and Tropical Medicine der University of London unterstützt. Das deutsche Bundesministerium für wirtschaftliche Zusammenarbeit und Entwicklung und die Deutsche Gesellschaft für Technische Zusammenarbeit (GTZ) unterstützen den Aufbau von Strukturen interkultureller zweisprachiger Erziehung an Schulen.

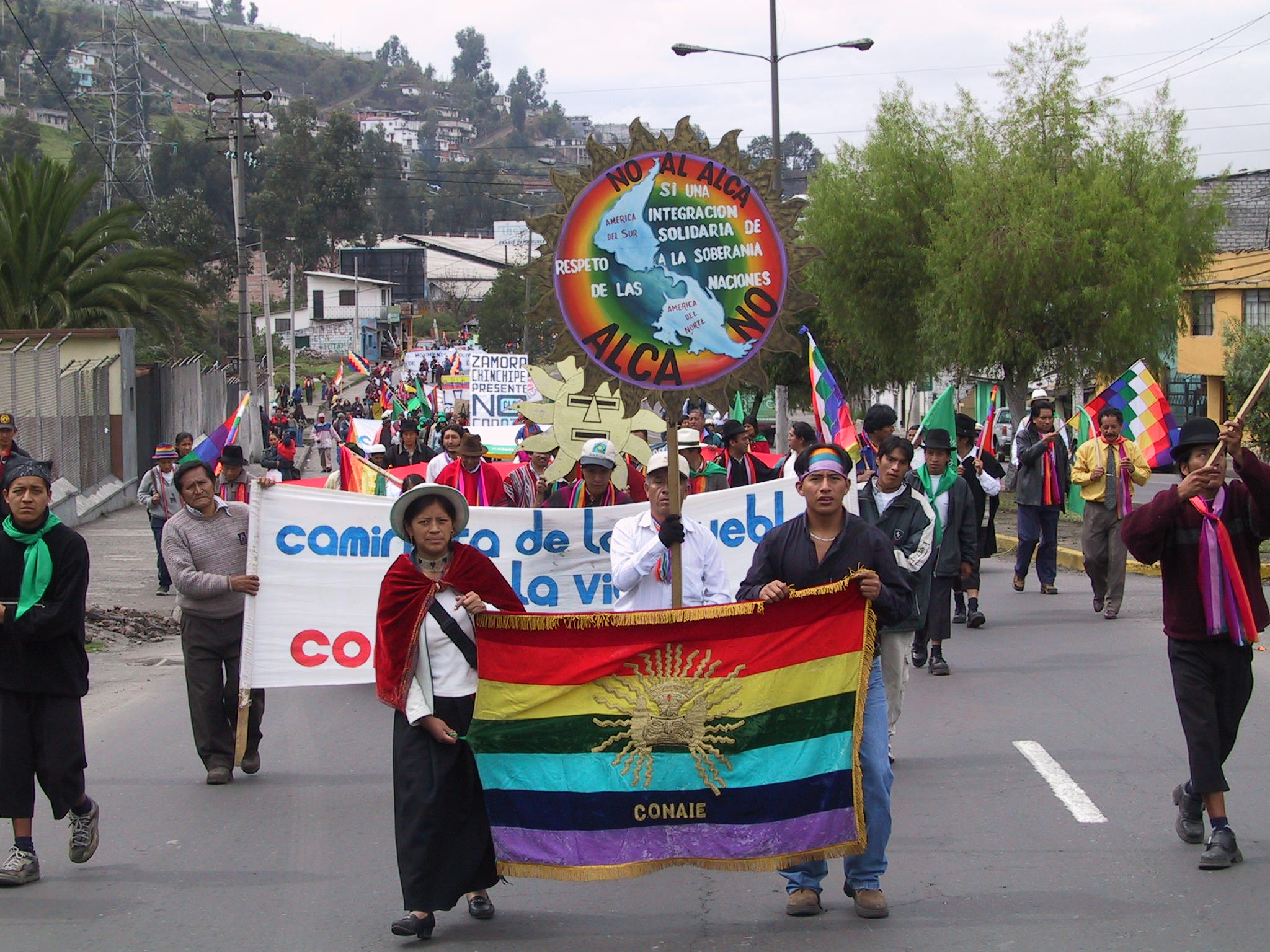
CONAIE-Aktivisten protestieren in Quito gegen die geplante Amerikanische Freihandelszone (2002)

Projekten der Weltbank wirft die CONAIE vor, „ausschließlich politisches Hilfsmittel zur Errichtung von Kontrollmechanismen innerhalb der indigenen Bewegung gewesen zu sein und keinerlei Entwicklung der indigenen Völker herbeigeführt zu haben“. Im Juli 2005 entschied sich die CONAIE gegen eine weitere Zusammenarbeit (insbesondere in Bezug auf das Projekt PRODEPINE II) und beschuldigte die Weltbank und den IWF der Ausrottung indigener Kulturen.